# 車陂南駅
車陂南駅（しゃひみなみえき）は、中華人民共和国広東省広州市天河区車陂路と黄埔大道中・黄埔大道東にある広州地下鉄4号線と5号線の乗換駅である。

## 歴史
- 2009年12月28日：開業[1][2]。

## 駅構造
両線とも島式ホーム1面2線を有する地下駅。4号線ホームは車陂路りの、5号線ホームは黄埔大道中・黄埔大道東りの地下にある。4号線駅の車陂方、5号線駅の東圃方には上下線をつなぐ片渡り線が設置されている。また、4号線黄村方面と5号線滘口方面の間には連絡線が敷かれており。

### のりば
| 番線                   | 路線    | 行先             |
| ---------------------- | ------- | ---------------- |
| 4号線ホーム（地下3階） |         |                  |
| 1                      | ■ 4号線 | 黄村方面         |
| 2                      | ■ 4号線 | 南沙客運港方面   |
| 5号線ホーム（地下2階） |         |                  |
| 3                      | ■ 5号線 | 黄埔新港方面     |
| 4                      | ■ 5号線 | 広州駅・滘口方面 |

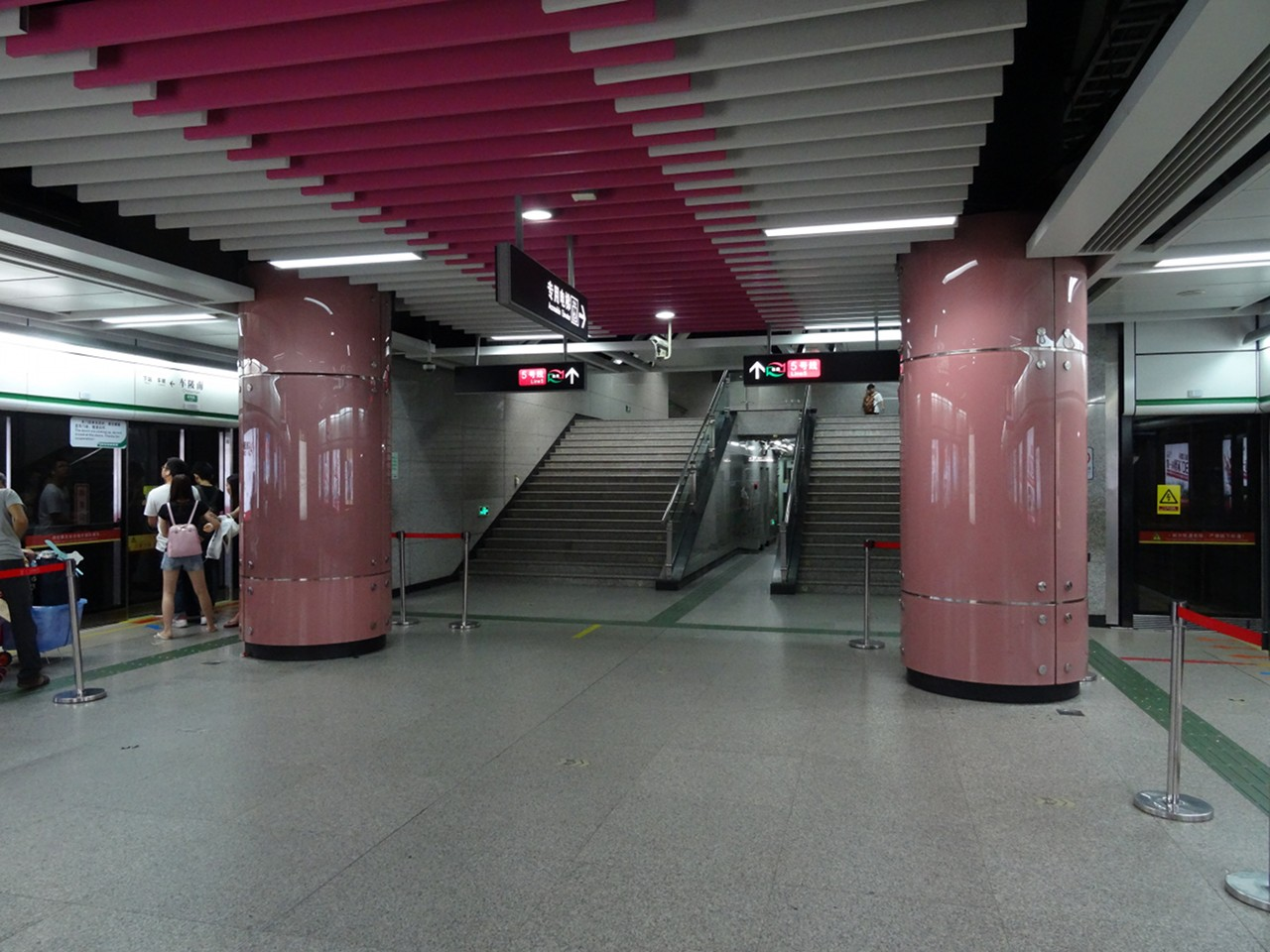
4号線ホーム
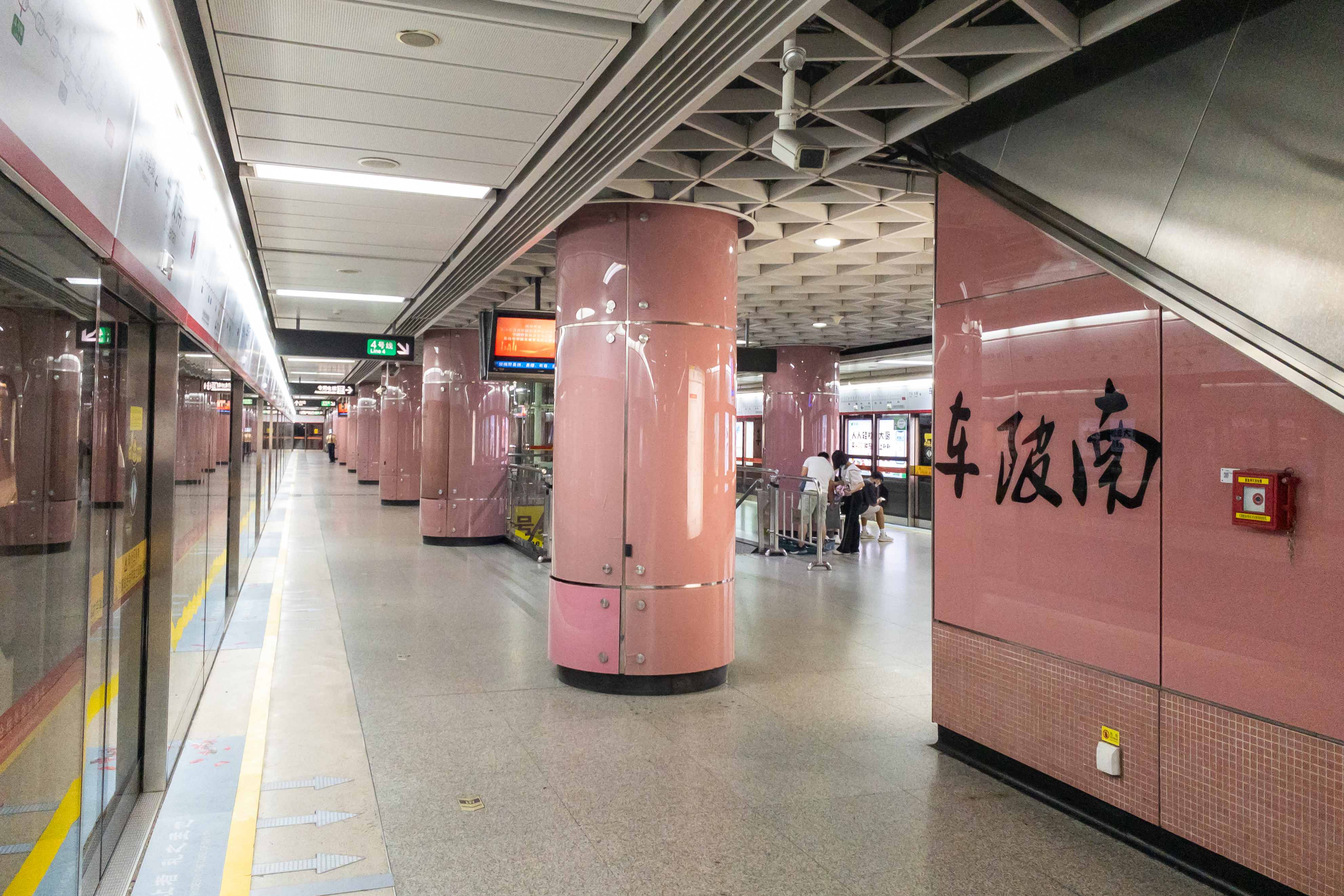
5号線ホーム
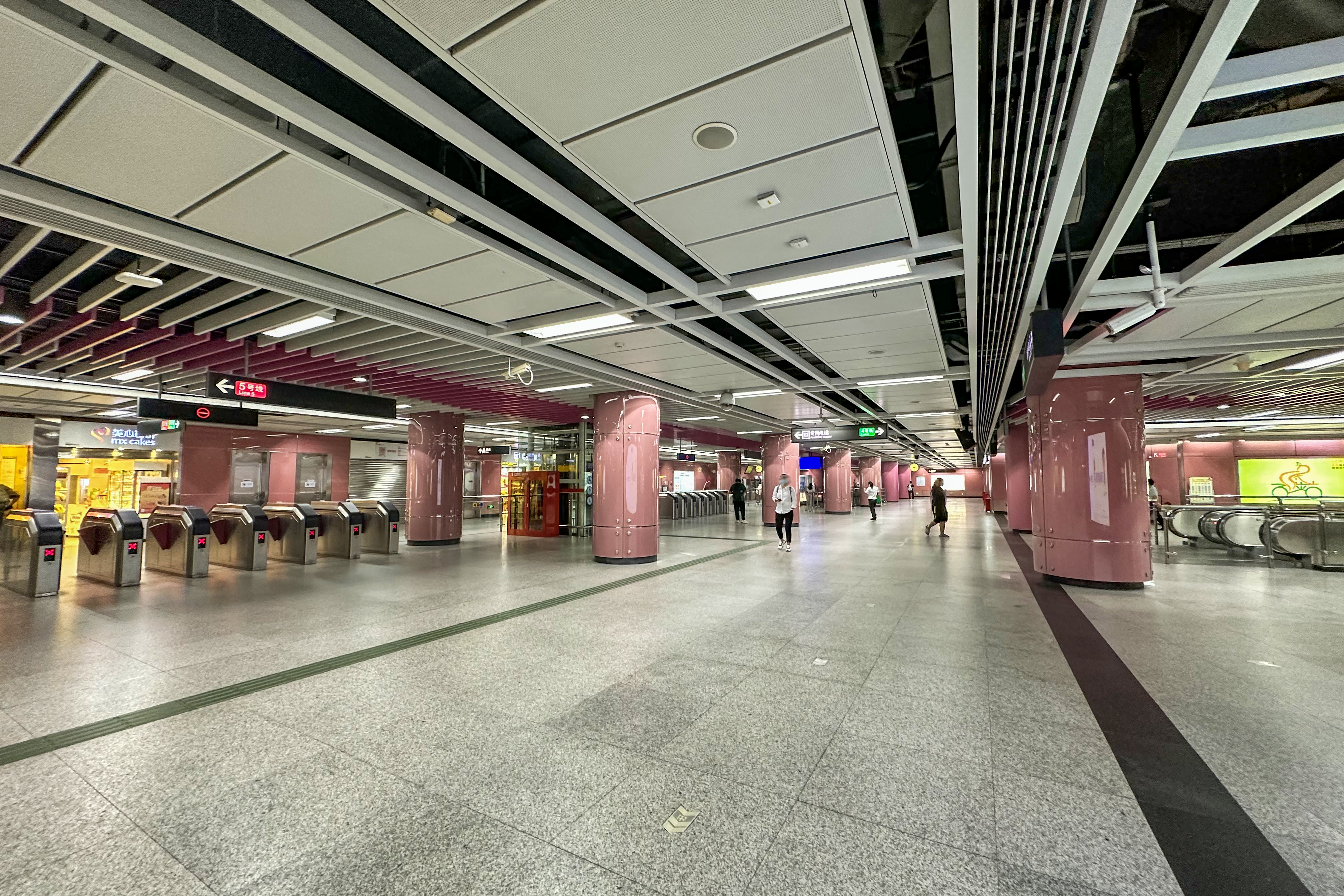
コンコース

## 隣の駅
広州地下鉄
■ 4号線
万勝囲駅 421 - 車陂南駅 422 - 車陂駅 423
■ 5号線
科韻路駅 517 - 車陂南駅 518 - 東圃駅 519